# Метрополь (гостиница, Москва)
Гости́ница «Метропо́ль» — гостиница в центре Москвы класса «5 звёзд».
Расположена по адресу: Театральный проезд, д. 2. Строилась в 1899—1905 годах; инициатором строительства был Савва Мамонтов; по его заказу Вильям Валькот разработал первоначальный проект. Здание «Метрополя» играет исключительно важную роль в формировании облика Театральной площади и площади Революции. Гостиница является самым крупным общественным зданием эпохи модерна и признаётся одним из самых значительных московских историко-архитектурных памятников этого стиля.

## Предыстория. «Челыши»
До XV века местность, на которой расположена современная Театральная площадь, представляла собой изрезанный оврагами заболоченный пустырь с протекавшей по нему рекой Неглинной, которая во время паводков разливалась и затапливала большие участки. В 1516 году южнее современного здания «Метрополя» вырыли большой пруд, а в 1535—1538 годах за ним прошла крепостная стена Китай-города. Вдоль китайгородской стены на левом берегу Неглинной стояли деревянные бани, вода в которые подавалась прямо из реки длинными журавцами (черпаками).
Вокруг стен Китай-города был вырыт ров, который соединялся с рекой по линии современного Театрального проезда. На месте современной Театральной площади находился плацдарм, который примерно по границе современного здания гостиницы «Метрополь» пересекала Неглинная; правый берег реки вдоль китайгородской стены, несмотря на запреты властей, постепенно застраивался торговыми лавками. С началом Северной войны возникла угроза вторжения в Москву войск Карла XII, в связи с чем Пётр I распорядился возвести вдоль стен Кремля и Китай-города земляные укрепления — валы, насыпи и далеко выдвинутые бастионы. Однако использовать эти укрепления не пришлось — после победы русской армии под Полтавой опасность миновала. К середине XVIII века укрепления сильно осыпались и деформировались
Земля вдоль Китайгородской стены принадлежала актёру Силе Сандунову — основателю Сандуновских бань.

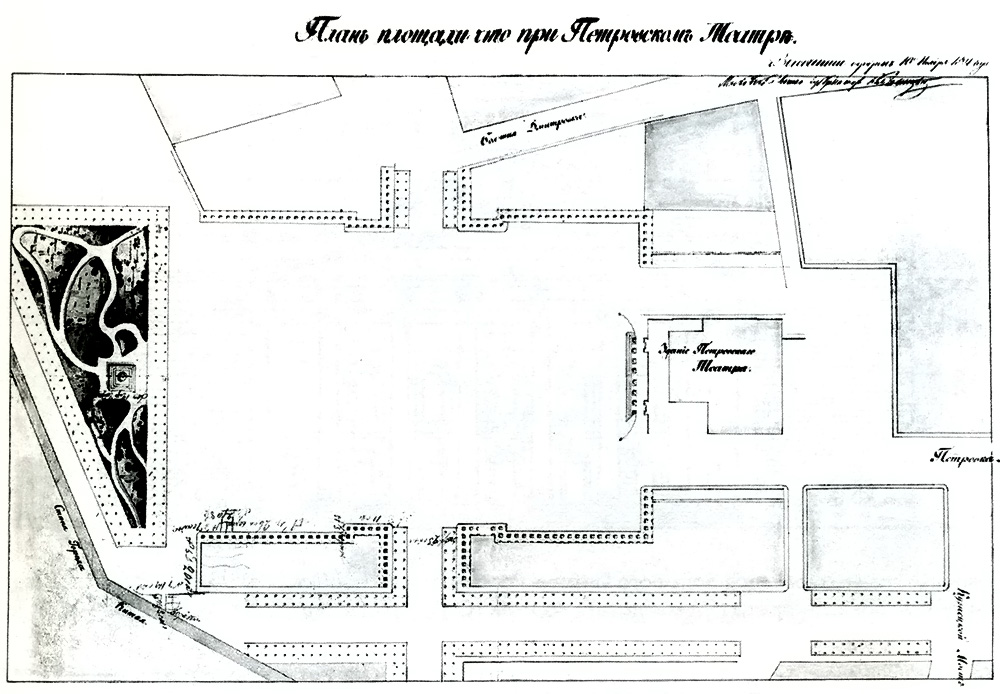
О. Бове. План перепланировки Театральной площади (1821)

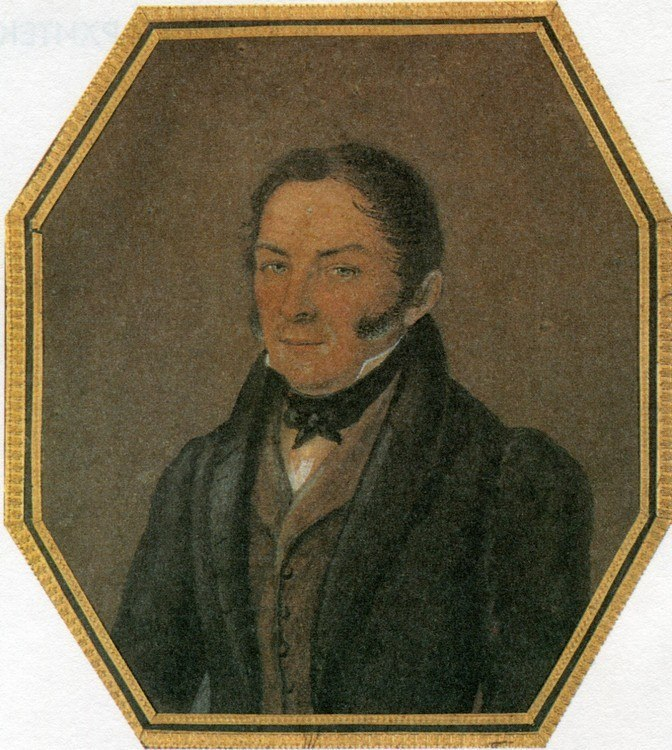
Портрет О. И. Бове

5 мая 1813 года для руководства строительством Москвы после пожара был утверждён специальный орган — Комиссия для строения в Москве. В мае 1814 года наблюдение за всеми постройками и заведование всей «фасадической частью» было возложено на архитектора О. И. Бове; фактически Бове поручили руководство всей архитектурной частью восстанавливаемой после пожара Москвы. Согласно данному в 1816 году Кабинетом министров предписанию, Комиссии для строений следовало площадь перед Петровским театром «назначить регулярным четырёхугольником, как ЕИВ (Александр I) собственною высочайшею рукою на плане карандашом показать изволил». На утвержденном в 1817 году «Прожектированном плане столичного города Москвы» Петровская площадь показана в линиях, указанных Александром I, но фактически осталась в тех же пределах, что и до пожара 1812 года. 20 марта 1818 года московский главнокомандующий А. П. Тормасов утвердил подготовленный инженером Л. Л. Карбонье план Петровской площади.
Разработанное Осипом Бове архитектурное оформление площади с изменением её размеров относительно плана 1818 года было утверждено императором 10 ноября 1821 года В 1817—1819 годах Неглинную между устьем и Трубной площадью заключили в трубу, а в 1816—1823 годах срыли земляные укрепления вокруг стены Китай-города, употребив землю на нивелирование будущей Петровской площади и проезда в сторону Лубянской площади (в некоторых местах уровень подняли на 4 метра).
В 1816 к проектированию будущей Театральной площади был привлечён Осип Бове. Окончательный проект площади был утверждён в 1821 году. Согласно этому плану, площадь должна была иметь вид прямоугольника, ограниченного по периметру четырьмя симметрично стоящими зданиями и разделённого посередине проездом. На продольной оси площади Бове расположил здание Петровского театра, а с противоположной стороны, под углом к китайгородской стене — сквер. Планировка площади под руководством Бове началась в 1816 году — за пять лет до окончательного утверждения проекта. К 1819 году Бове передал в Комиссию для строений проекты фасадов выходящих на площадь зданий. Продольные стороны площади ограничивали четыре двухэтажных корпуса с открытыми галереями в первых этажах, перекрытыми крестовыми сводами, которые зрительно расширяли площадь и предназначались под торговлю. Выходящие на проезд торцы зданий Бове акцентировал повышенными трёхэтажными объёмами с портиками. Одинаковый ритм этих корпусов должен был, по замыслу Бове, подчёркивать монументальность стоящего на площади театра.

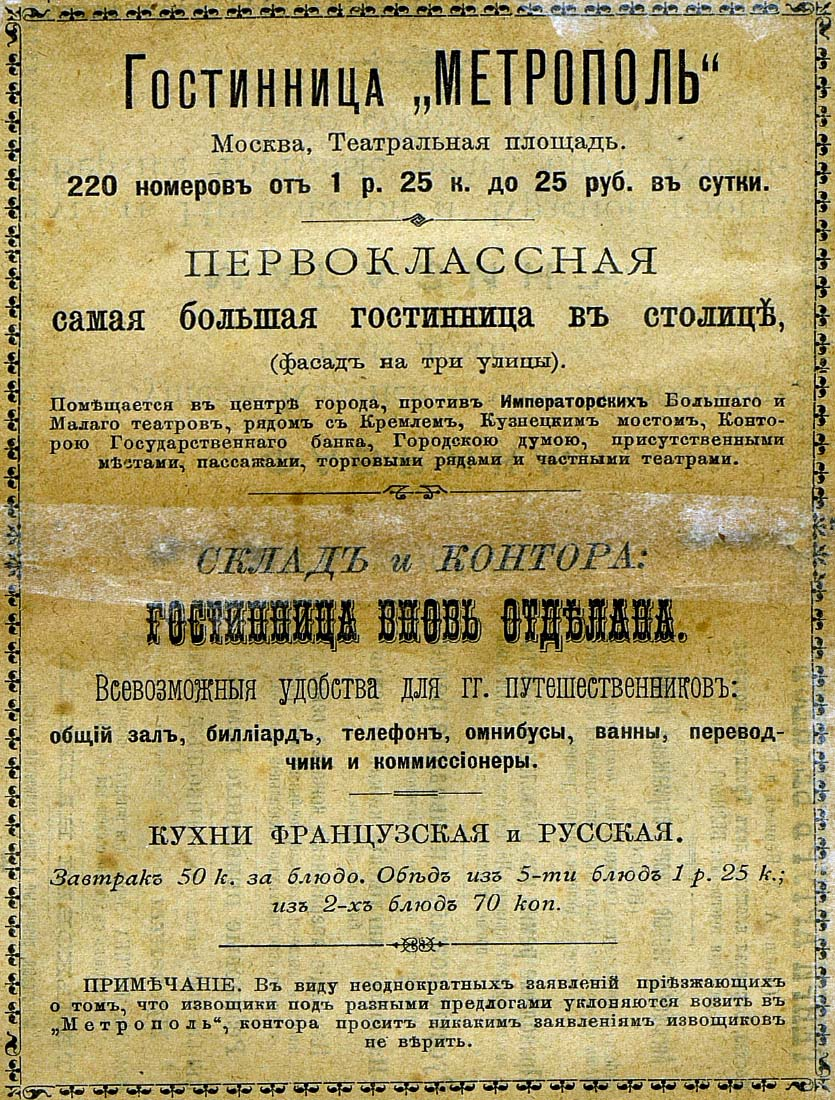
Рекламное объявление «Метрополя» (1894)

В 1820—1824 годах три дома с одинаковыми фасадами были построены: дом Варгина на месте Малого театра, дом Полторацкого напротив и дом по другую сторону от проезда, принадлежавший тогда Сенатской типографии. В 1835 году военный генерал-губернатор Москвы князь Д. В. Голицын инициировал создание акционерной компании, которая бы взялась за освоение последнего пустующего на площади участка и построила «вновь, по фасаду Высочайше утвержденному, публичные номерные бани и ванны в лучшем роде», а также «ресторацию, акционные залы и другие приличные заведения». Однако собрать необходимый капитал и привлечь к делу застройщиков долгое время не удавалось — «земля была почти вся в оврагах» и «требовала больших издержек по мокроте места». Наконец, в 1838 году за дело взялся купец первой гильдии Павел Иванович Челышев. Купцу предоставили в рассрочку на 15 лет беспроцентную ссуду в 200 тысяч рублей и разрешили брать воду для будущих бань из Мытищинского водопровода. В 1839 году Челышев приступил к забивке деревянных свай под новое здание, и вскоре выяснилось, что из-за сложности участка потребуется гораздо большая сумма. Оказавшись на грани разорения, Челышев обращается к генерал-губернатору за новой ссудой. Несмотря на полученные дополнительно 300 тысяч рублей, окончательную отделку «Челышей» завершили только к 1850 году.

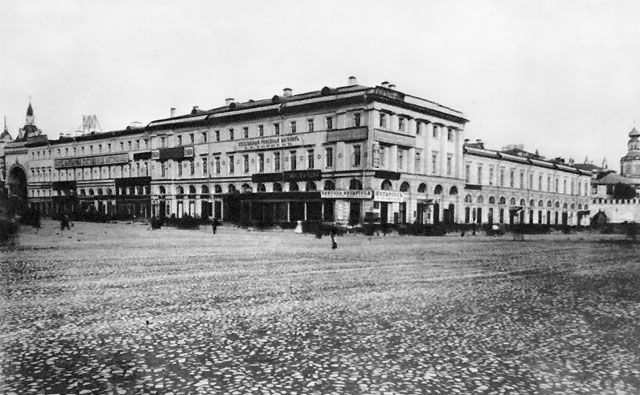
Гостиница «Челыши». Фото 1880-х годов

В большом здании, выстроенном с некоторыми отступлениями от проекта Бове, разместилась гостиница с рестораном, которая вскоре получила название «Метрополь». Однако в народе гостиницу чаще называли по имени первого владельца — «Челышевской» или просто «Челышами». Во дворе владения вдоль Китайгородской стены купец разместил бани, также называвшиеся «Челышевскими».
Уже в 1840-х годах все четыре корпуса, составляющие по замыслу Бове единый ансамбль Театральной площади, имели в первых этажах, вместо первоначально построенных открытых галерей, окна. Вероятно, в то же время был перестроен и дом Челышева, аркады и колонны нижнего этажа были забраны сплошной стеной.
Едва ли не больше, чем номерами, славились «Челыши» своими банями во дворе, проход к которым был устроен со стороны Театрального проезда, возле Птичьей башни Китайгородской стены. Бани также называли «Челышевскими» или «банями в Челышах». Воду туда подавали из Мытищинского водопровода; из него же наполняли небольшой живописный прудик, вырытый во дворе «для увесиления посетителей». При этом, в отличие от других московских торговых бань, бани Челышева получали воду из городского водопровода безвозмездно — подобной привилегией пользовались лишь Большой Кремлёвский дворец, Страстной монастырь, Большой и Малый театры, Воспитательный дом, временная тюрьма и Александровский военный корпус. В «Челыши» поступала вся оставшаяся вода от двух фонтанов — Лубянского (на Лубянской площади) и Петровского (на Театральной площади). Однако, как писал в 1858 году «Журнал землевладельцев», вода у Челышева была «грязная и вонючая. Неужели, построивши громадное здание в несколько миллионов, пожалели несколько тысяч на водопроводы из Москвы-реки?». Кроме бань были в «Челышах» «и трактир, и полпивная, <…> и закусочная, и мелкие мастерские; здесь ютились всякого рода бырышники, включительно до театральных».
В 1850-х годах в доме Челышева размещались 140 меблированных комнат с питанием и прислугой, называемых на французский манер chambres garnies, которые были поделены между четырьмя содержателями — Ольденбургом, Сабуровой, Шадриной и Гевеке. Лучшими, по оценке современника, были комнаты Ольденбурга — «не помещением, нет, это удобство, или лучше сказать неудобство, равно у всех содержателей номеров в Челышах, но у Ольденбурга лучше кормят». Другой содержатель, Гевеке, привлекал постояльцев «баснословно дешёвыми ценами»; в его комнатах жили в основном студенты и иностранцы. В 1857 году в Челышах после заграничного путешествия остановился Лев Толстой; здесь писатель систематизировал европейские дневники и набросал первый вариант рассказа «Люцерн». «У Челышева, — писал Толстой, — хорошее помещение и еда, вместе с людьми обойдется в 200 руб. серебром». В конце 1860-х годов в меблированных комнатах жил музыкальный критик Герман Ларош.
В 1860-х годах гостиница носила имя владельца здания, а в начале 1870-х годов стала называться «Славянской гостиницей» третьего разряда. В начале 1890-х годов в здании сделали ремонт и гостиница превратилась в перворазрядную, название было изменено на «Метрополь» не позднее 1885 года. К концу XIX века «Метрополь» был самой большой в Москве гостиницей — 220 номеров и меблированных комнат сдавались как посуточно, так и помесячно. В 1891 году в гостинице остановился художник Илья Репин, приехавший в Москву на Французскую художественно-промышленную выставку. В мае 1896 года в гостинице разместилась большая делегация придворных чинов и военачальников, прибывшая на коронацию Николая II и Александры Фёдоровны. Здесь жили А. А. Бобринский, А. А. Будберг, М. С. Волконский, С. М. Волконский, Н. А. Врангель, К. А. Горчаков, Л. Л. Гейден, А. В. Голенищев-Кутузов, П. Н. Енгалычев, М. М. Жуковский, А. И. Зелёной, В. С. Кочубей, О. К. Кремер, А. Д. Львов, Н. Н. Ломен, К. К. Посьет, А. А. Попов, П. А. Перелешин, Д. В. Путята, Д. И. Святополк-Мирский, А. Н. Стюрлер, И. Н. Свечин, В. Н. Троцкий и другие.
Часто бывавший в гостинице Владимир Гиляровский описывал её как традиционное пристанище актёров, прибывавших в Москву для заключения с антрепренёрами договоров на предстоящий сезон: «…в конце прошлого столетия здесь стоял старинный домище Челышева с множеством номеров на всякие цены, переполненных великим постом съезжавшимися в Москву актёрами. В „Челышах“ останавливались и знаменитости, занимавшие номера бельэтажа с огромными окнами, коврами и тяжёлыми гардинами, и средняя актёрская братия — в верхних этажах с отдельным входом с площади, с узкими, кривыми, тёмными коридорами, насквозь пропахшими керосином и кухней. Во второй половине поста многие переезжали из бельэтажа наверх... подешевле». По словам И. Ф. Горбунова, «Удушливый, спёртый воздух, полный микробов, видимых невооружённым взглядом, отсутствие каких-либо удобств, грязные неосвещённые коридоры, оборванная прислуга составляли специальность этого актёрского приюта». По воспоминаниям современников, в гостинице любил останавливаться итальянский актёр Эрнесто Росси.
На первом этаже здания размещались различные лавки и магазины, в том числе магазин фабрики «Эйнем», касса по продаже билетов в соседние театры; верхние этажи занимала гостиница.

## История строительства

### Проект и начало строительства

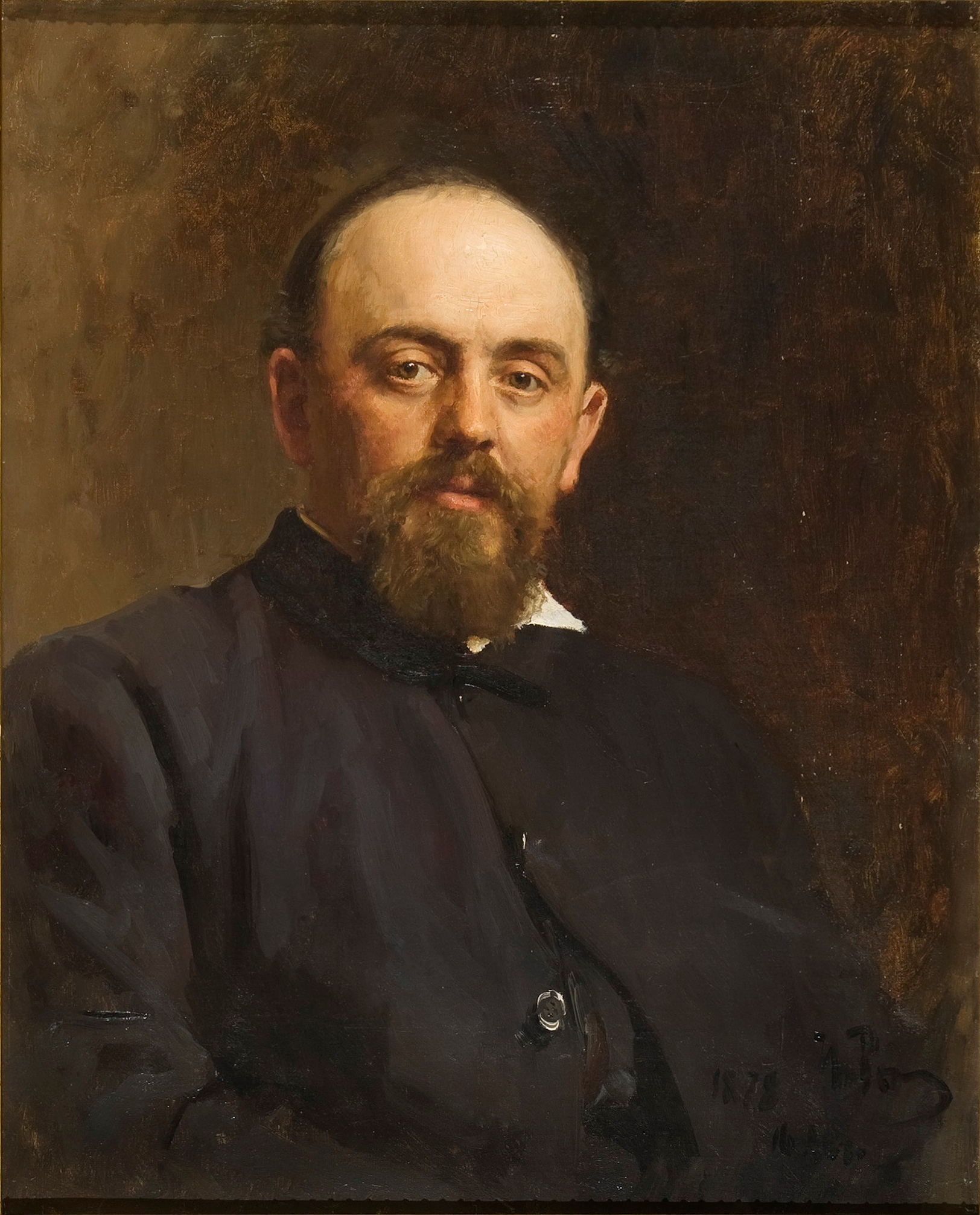
С. И. Мамонтов.
Портрет работы И. Репина. 1878

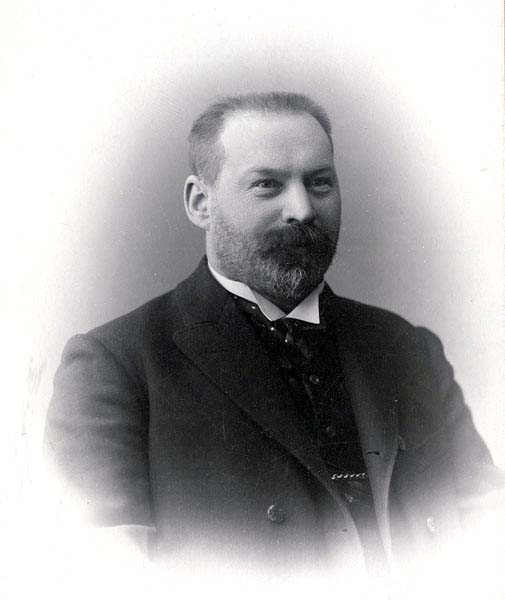
Л. Н. Кекушев.
Фотография 1907 г.

Осенью 1897 года Санкт-Петербургское общество страхований, одно из самых крупных страховых обществ России конца XIX века, приобрело в Москве несколько участков под застройку, среди которых было и обширное владение на Театральной площади, принадлежащее к тому времени Калмыкову. Как сообщала пресса, у Общества возникла «мысль организовать домовладельческое товарищество на акционерных началах для приобретения, переустройства и перестройки домов в Москве под гостиницы, торговые помещения и квартиры». Вскоре такое общество появилось — в начале 1898 года предприниматель и меценат Савва Иванович Мамонтов вместе с друзьями и помощниками по строительству Московско-Ярославско-Архангельской железной дороги С. П. Чоколовым и К. Д. Арцыбушевым организовал Северное домостроительное общество с капиталом 2 млн рублей. В состав возглавляемого Мамонтовым правления общества вошли К. А. Коровин, Н. А. Штром и младший сын Саввы Ивановича Всеволод; кандидатами в члены правления стали старший сын Мамонтова Сергей и инженер-путеец К. А. Герцык; К. Д. Арцыбушева, О. П. Григоровича и М. Ф. Кривошеина включили в состав ревизионной комиссии. Для строительства зданий был выбран недавно зародившийся в Бельгии стиль модерн, который, по замыслу Саввы Ивановича, мог привлечь богатых заказчиков, следящих за европейской модой. Главным архитектором Северного домостроительного общества пригласили гражданского инженера Льва Николаевича Кекушева, который до этого участвовал в возведении станционных сооружений Московско-Ярославско-Архангельской железной дороги и выполнял ряд других заказов Мамонтова. Одновременно Кекушев занял должность главного архитектора и страхового общества. В том же 1898 году Санкт-Петербругское общество страхований передало участок под гостиницей «Метрополь» Северному домостроительному обществу в аренду на 25 лет.
По замыслу Мамонтова кроме гостиничных номеров здание должно было включать большой выставочный зал, многочисленные помещения для маскарадов и танцевальных вечеров, контор и магазинов, зимний сад со скейтинг-ринком, ресторан, оформленный в стилистике русских палат, а также огромный шестиярусный оперный театр на 3100 зрителей — как писала пресса, «размером, превосходящим немного театр Венской оперы». К работе над оформлением комплекса Мамонтов планировал привлечь Виктора Васнецова, Константина Коровина, Василия Поленова и Михаила Врубеля. Вероятно, в помещениях театра Мамонтов планировал разместить Частную оперу, руководителем которой он в то время являлся.
Л. Н. Кекушев довольно быстро разработал предварительную планировку будущего гостиничного комплекса, включив в него дом Челышева — в ту пору при сооружении новых зданий часто использовали конструкции и материалы ранее существующих на этом месте строений. В декабре 1898 года Кекушев и Чоколов выехали за границу для того, чтобы, как писала пресса, «при окончательной выработке плана перестройки гост[иницы] „Метрополь“ и сооружения здесь большого театра, применить все новейшие усовершенствования, которые введены в Западной Европе».
29 марта 1899 года Санкт-Петербургское общество страхований подало в Городскую управу прошение о постройке на Театральной площади нового гостиничного комплекса c приложением нового проекта, выполненного Л. Н. Кекушевым. Проект Кекущева, содержащий детальные чертежи планов и разрезов, предусматривал плотную застройку всего квартала между Театральной площадью, Театральным проездом и Китайгородской стеной. Помимо корпусов, расположенных по периметру владения, внутреннее пространство было разделено двумя перпендикулярными корпусами на четыре световых двора, один из которых был перекрыт стеклянной кровлей. Как и в первоначальном проекте, архитектор включил в состав нового здания конструкции бывшего дома Челышева — теперь только сводчатые подвалы и частично стены. Проект учитывал уже изменившиеся к тому времени планы Мамонтова относительно театра. Как сообщала в феврале 1899 года газета «Новости дня», «Теперь уже окончательно выяснилось, что при перестройке нынешнего здания гостиницы „Метрополь“ не будут возводить театра, мысль о котором совершенно оставлена. При грандиозном ресторане будет вместо театра построен только огромный концертный зал».

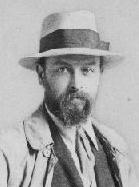
В. Ф. Валькот

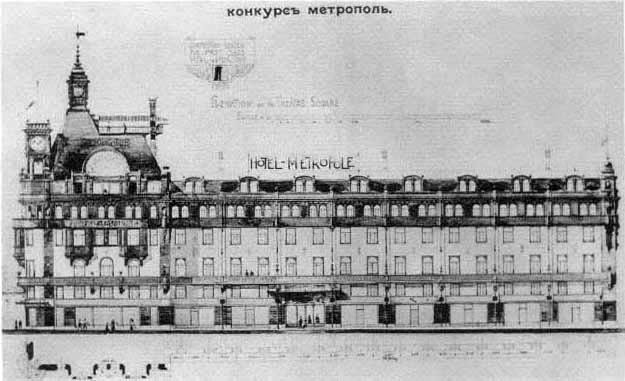
В. Валькот. Конкурсный проект гостиницы «Метрополь». Фасад по Театральной площади. 1899

Вероятно, предложенное Кекушевым решение фасадов гостиницы не полностью удовлетворяло заказчика: незадолго до подачи прошения с приложенным проектом Кекушева в Городскую управу, в январе 1899 года, Санкт-Петербургское общество страхований объявило международный конкурс на фасады «Метрополя», одновременно в России, Германии, Франции и Великобритании. Согласно условиям конкурса, составитель проекта должен был разместить здание на участке с сохранением положения капитальных стен существующей постройки, мог самостоятельно выбрать стиль нового сооружения и вид отделки (рекомендовалось использовать мозаику и майолику), однако особо указывалось, что «излишнее богатство и вычурность в обработке фасадов нежелательны». Отдельно оговаривалось, что все премированные проекты поступают в собственность устроителя конкурса. К 15 апреля 1899 года — сроку подачи заявок — в Санк-Петербургское общество страхований было представлено 20 проектов. Комиссия судей конкурса в составе Г. И. Котова, В. А. Шрётера, Н. В. Султанова и Э. И. Жибера подвела итоги 31 мая того же года: первой премии в 2000 рублей удостоился проект под девизом «Ρ+Σρ», выполненный Л. Н. Кекушевым и его помощниками — С. С. Шуцманом, Н. Л. Шевяковым и В. В. Воейковым. Другие премированные проекты выполнили архитекторы Н. Т. Стуколкин (2-я премия), П. А. Заруцкий (3-я премия), В. Валькот (4-я премия) и ученики Императорской Академии художеств — Г. А. Косяков, П. Л. Подбереский и Э. Л. Андреолетти (5-я премия). Жюри отметило, что победивший проект «выделяется своими спокойными, хорошо расположенными массами и прекрасно выдержанным характером гостиницы. Обработка в деталях отличается новизною направления, хотя и без излишеств, свойственных этому последнему». На прошедшем в июле 1899 года совместном заседании правления Северного домостроительного общества и представителей Санк-Петербургского страхового общества было принято решение «строить здание на Театральной площади по проекту, удостоенному первой премии с добавлением к нему всего лучшего и оригинального из других премированных проектов».
Торжественная закладка нового здания состоялась 27 мая 1899 года, то есть до официального подведения итогов конкурса. Позади бывшего дома Челышева (вдоль Китайгородской стены) на основе утверждённого Городской управой проекта Кекушева начали строительство корпуса, в котором должен был помещаться концертный зал.
В сентябре 1899 года учредители Северного домостроительного общества Савва Мамонтов и Константин Арцыбушев были арестованы по обвинению в финансовых злоупотреблениях при строительстве Московско-Ярославско-Архангельской железной дороги. Несмотря на то, что в ходе состоявшегося в июле 1900 года суда Мамонтов был оправдан, подавляющая часть его имущества ушла в оплату долгов, а сам он был объявлен банкротом. Возможно, арест Мамонтова и его отстранение от руководства Северным домостроительным обществом повлияли на частичное изменение первоначального проекта здания: в 1900 году столичные заказчики взяли в основу фасадов гостиницы вдоль Театральной площади и Театрального проезда проект Вильяма Валькота под девизом «Женская головка», получивший на конкурсе лишь четвёртую премию. Валькот, в конце 1890-х годов перебравшийся из столицы в Москву, некоторое время работал в абрамцевской гончарной мастерской С. И. Мамонтова, где изучал работу с керамикой под руководством М. А. Врубеля.

После ареста Мамонтова строительство приостановили на полгода — в ожидании приговора. Когда стало ясно, что Мамонтов не вернётся к руководству строительством здания, заказчики внесли в проект ряд изменений, решив полностью отказаться от идеи «дворца искусств». Вместо концертного зала решено было строить грандиозный ресторан После судебного процесса, доказавшего невиновность Мамонтова, он уехал на Всемирную выставку в Париж, в подготовке которой ещё до ареста Савва Иванович принимал активное участие. Вернувшись с наградой за майоликовые работы, Мамонтов вновь включился в строительство гостиницы, но уже как подрядчик. 

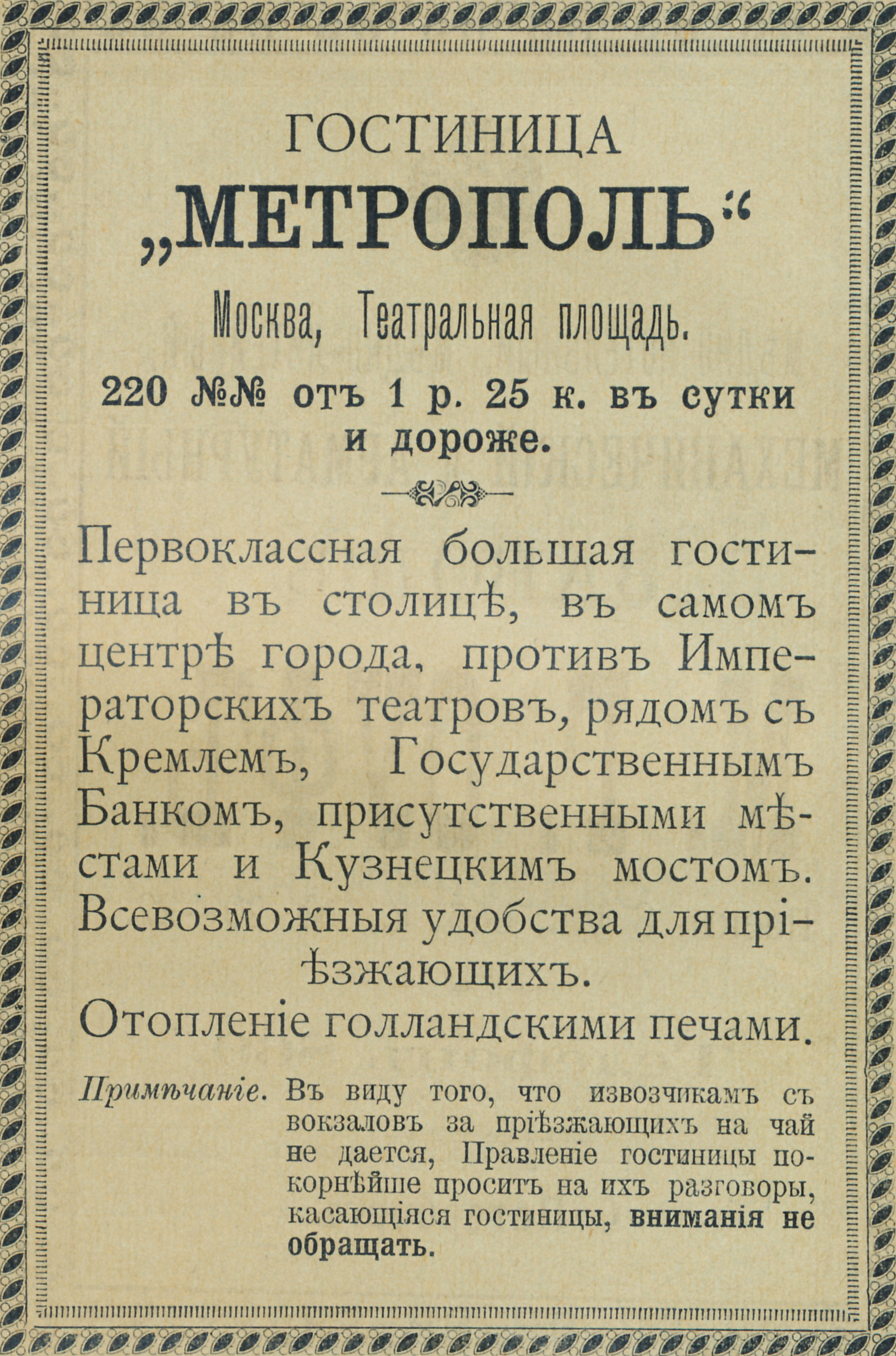
Реклама гостиницы «Метрополь», 1899 год (до перестройки)

 Вероятно, благодаря влиянию Мамонтова, получивший первую премию проект Кекушева был переработан с учётом проектных предложений Валькота, более пригодный для размещения монументальных керамических панно.
По предположению исследователя московского модерна и биографа Кекушева Марии Нащокиной и историка русской архитектуры Уильяма Брумфилда, в переработке и дополнении проекта Валькота участвовал Кекушев, так как Валькот не обладал необходимым строительным опытом. На это указывают и законченные строительством фасады, которые разительно отличаются от проекта Валькота и напоминают авторские приёмы именно Кекушева, отработанные им в предыдущих постройках. М. В. Нащокина полагает, что вплоть до 1901 года здание гостиницы сооружалось на основе разработанного Л. Н. Кекушевым и его помощниками плана — об этом может свидетельствовать тот факт, что фасады комплекса, выходящие к Китайгородской стене, полностью соответствуют первоначальному проекту зодчего. В пользу этой версии свидетельствуют и опубликованные в 1901 году в журнале «Зодчий» выполненные Л. Н. Кекушевым новые эскизы фасадов гостиницы.
Одновременно с возведением «Метрополя» Санкт-Петербургское общество страхований по проекту того же Л. Н. Кекушева вело стройку Никольских (Иверских) торговых рядов на Никольской улице. Открытие относительно небольшого по сравнению с «Метрополем» торгового здания на оживлённой улице напротив Верхних торговых рядов сулило обществу получение немалых доходов, поэтому со стройки «Метрополя» то и дело перебрасывались ресурсы на Никольские ряды. Как свидетельствовал один из подрядчиков, «Никольские ряды строились очень быстро, а „Метрополь“ целыми днями стоял без кирпича. У нас на „Метрополе“ стояла целая артель в 500 человек, которая целыми днями, дня два, три была без дела подряд — на дворе не было ни одного кирпича».
В 1900 году производителем работ на строительстве комплекса назначили Н. Л. Шевякова — одного из помощников Кекушева.
Начавшееся строительство было вскоре приостановлено из-за обнаружившихся злоупотреблений Северного домостроительного общества.

### Пожар 1901 года
К концу 1901 года здание было в основном готово. Однако в ночь на 15 декабря в меблированных комнатах законченного и уже заселённого корпуса «Метрополя» (в ноябре там жило 590 человек) начался пожар, потушить который удалось лишь спустя 41 час 30 минут. Как позднее установило следствие, причиной пожара стало возгорание вытяжной трубы самоварной комнаты на третьем этаже; по разветвлённой системе деревянных вытяжных труб огонь молниеносно распространился по всем этажам гостиницы. В результате пожара полностью выгорели деревянные перекрытия четырёх верхних этажей северного (по Театральному проезду) и западного (вдоль Театральной площади) корпусов, была уничтожена кровля и отделка помещений, повреждены инженерные коммуникации. В некоторых частях здания под действием огня и падающих с верхних этажей конструкций обрушились и бетонные перекрытия второго этажа, однако, по большей части, своды Монье успешно противостояли стихии, что в дальнейшем способствовало их распространению в московской строительной практике.
Пожар вначале пытались тушить самостоятельно, и лишь когда пламя уже начало набирать силу, по полицейскому телеграфу был подан сигнал тревоги. Пожарные команды, перепутав адрес, поначалу выехали к Большой Московской гостинице, потеряв ещё некоторое время. С часовым опозданием к горящему зданию во главе с обер-полицмейстером Д. Ф. Треповым прибыли все 17 городских пожарных частей, из которых, однако, в тушении пожара приняли участие только 12: остальным на линии огня не хватило места. Вдобавок у пожарных не оказалось необходимой высоты лестниц и на крышу здания пришлось взбираться по связанным малярным лестницам. В ходе тушения пожара вместе с обрушившейся крышей «Метрополя» восемь пожарных провалились вниз, один из них погиб; несколько человек поручили различные травмы, в том числе обморожение.
Несмотря на то, что стройка «Метрополя» была застрахована на 2,5 миллиона рублей, уже 18 декабря 1901 года коммерческий суд объявил Северное домостроительное общество несостоятельным должником, а 17 мая 1902 года утвердил конкурсное управление.

### Окончание строительства

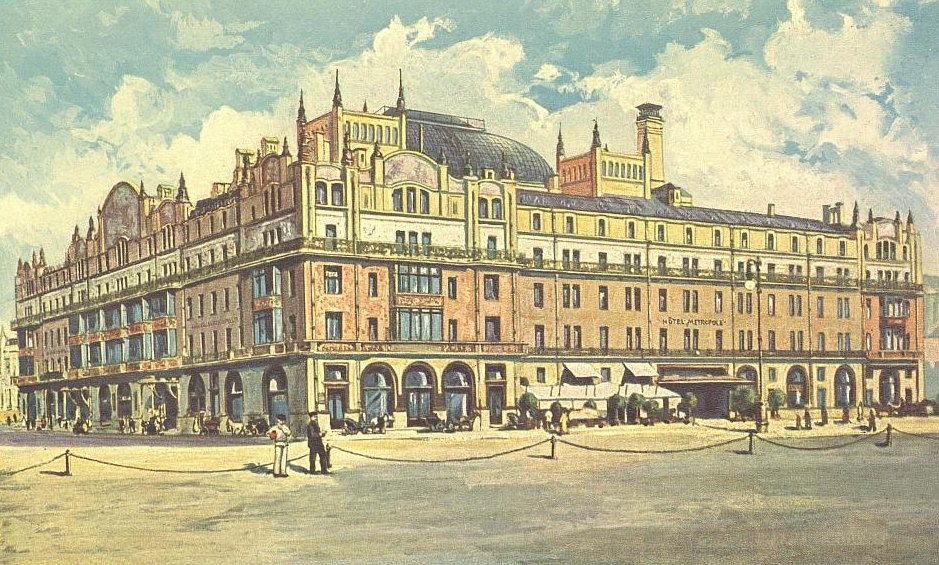
Гостиница «Метрополь», 1905 год

После пожара главного инженера строительства П. Казина сменил столичный гражданский инженер Павел Висневский, имевший к тому времени большой опыт проектирования и строительства крупных объектов в Санкт-Петербурге, в том числе сооружений Балтийского завода. Висневский владел собственной технической конторой, которая занималась поставкой строительных материалов, конструкций и механизмов, устройством отопления и канализации, отделкой, и другими работами. По предположению М. В. Нащокиной, П. П. Висневский сыграл решающую роль при подборе привлекаемых в 1902—1905 годах к отделке здания архитекторов, художников и скульпторов. Вместе с Висневским одним из организаторов работ был другой столичный архитектор — С. П. Галензовский — талантливый рисовальщик, долгое время преподававший рисование и гражданскую архитектуру в Институте инженеров путей сообщения. По проекту Галензовского в нарядных формах модерна франко-бельгийской ориентации оформили ресторанный зал. Отдельные интерьеры восстанавливались М. М. Перетятковичем и П. Вульским. 

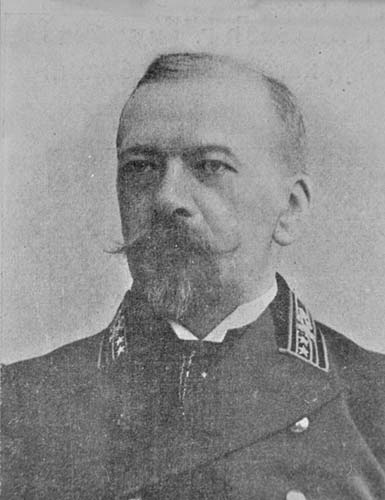
П. П. Висневский

Известно, что в оформлении гостиницы после пожара участвовал гораздо бо́льший коллектив авторов, в том числе выпускники и студенты московских художественных училищ, однако, в связи с утратой части проектной и строительной документации, полный состав авторского коллектива «Метрополя» к настоящему времени не установлен.
В строительный комитет вошли С. Шуцман, С. Галензовский, В. Валькот, И. Жолтовский. Комитет принимал решения о дальнейшем производстве работ, художественной отделки фасадов и интерьеров, меблировки и оснащения гостиницы
Работы по возведению гостиницы возобновились в мае 1902 года.
В создании светового фонаря принимала участие Строительная контора инженера А. В. Бари.
К декабрю того же года был сдан восточный корпус комплекса вдоль Китайгородской стены, в котором были оборудованы небольшие, снабжённые всеми удобствами квартиры. Фасады восточного корпуса, мало пострадавшие при пожаре, в целом сохранили первоначальный облик, созданный по проекту Л. Н. Кекушева. В 1902—1903 годах на фасадах установили недостающие керамические элементы — панно (их число в общей сложности достигло 23), майоликовую надпись со словами Ф. Ницше, выполнили керамическую облицовку ризалитов со стороны Театрального проезда; вероятно, в то же время в нишах пятого этажа установили ярко-бирюзовые керамические вазы с рельефными цветами ирисов.

## История гостиницы
Наконец, в 1905 году состоялось торжественное открытие «Метрополя». Размещённый в московских газетах анонс гласил:

С 20-го сего февраля открывается в доме С.-Петербургского общества страхований на Театральной площади гостиница и ресторан «Метрополь». Завтраки, обеды и ужины. Известный парижский оркестр салонной музыки под управлением г. Жоржа.
Поглазеть на «Метрополь» — «вавилонскую башню XX века», как окрестили здание ещё во время строительства — стекалась многочисленная публика со всей Москвы. Гостиница, оснащённая последними техническими новинками — холодильниками, лифтами, телефонами, центральной подачей горячей воды — сразу стала чрезвычайно популярной у состоятельных постояльцев. Остановившейся в гостинице весной 1905 года поэт Михаил Кузмин так описал свои впечатления:

...я в неистовом восторге от гостиницы. Не совсем оконченная, снаружи с фресками Врубеля, она внутри поражает вкусом, где каждая дверная ручка — художественна, нет ничего наляпанного, массу <так!> света, лёгкость и простота всей мебели, дающая интимность и вместе с тем какой-то помпейский вид. Ничего похожего на гостиницу, и когда мечтал бы об обстановке, то ничего бы лучшего, чем был мой номер (там все обставлены различно) не пожелал бы. И никогда не чувствовал я себя так хорошо (не в смысле счастья, но в смысле спокойствия и ясности), так расположено к занятиям, как эти несколько дней, хотя и не было внешних причин к такому особенному благополучию.
Первый этаж гостиницы отдали под торговые и конторские помещения, номера заняли со второго по четвёртый этажи, причём самые дорогие находились на третьем. Мебель для номеров по специальному заказу изготовили русские и европейские мастера: в числе поставщиков были мебельная фабрика художественной мебели Н. П. Шмита, Варшавская фабрика стильной мебели, фабрика венской мебели «Яков и Иосиф Кон», английская фирма «Варинг, сын и К», никелированные кровати сконструировало общество заводов металлических изделий «Конрад, Ярушевич и К»
Путеводитель по Москве 1908 года писал: «Из весьма многочисленных московских гостиниц всех рангов первое место принадлежит, бесспорно, отелю „Метрополь“, а затем отелю „Националь“»

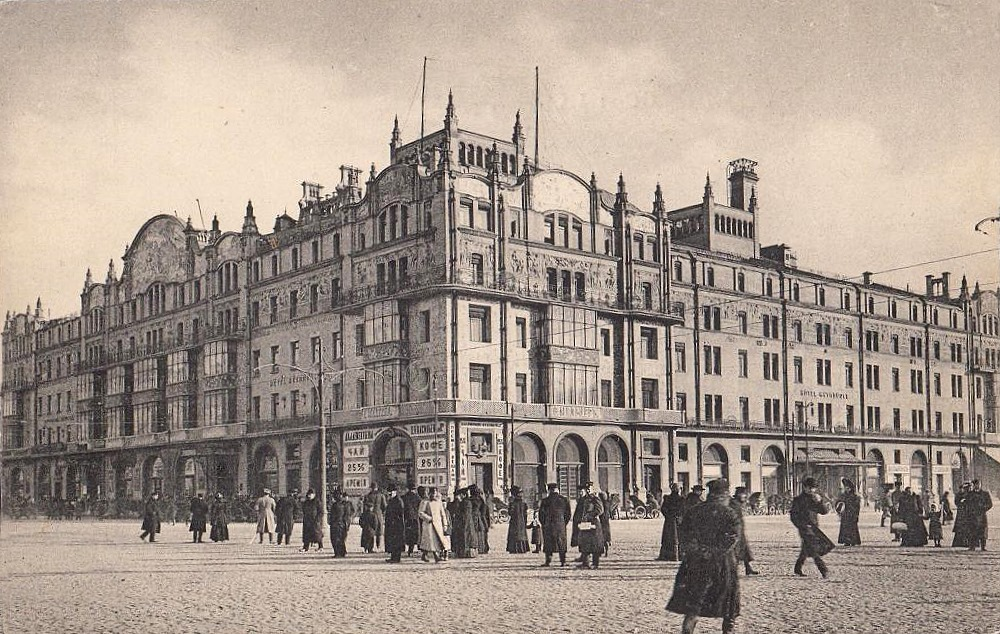
Гостиница «Метрополь», вид от Большого театра. Конец 1900-х гг.

Для управления гостиницей Санкт-Петербургское общество страхований учредило акционерное общество «Московский Метрополь», устав которого был утверждён императором в августе 1909 года. В состав правления общества входили, в том числе, владелец ресторана «Яр» А. А. Судаков, архитектор А. Э. Эрихсон, владелец и редактор газеты «Курьер» Я. А. Фейгин.
В гостинице было устроено электрическое освещение, вентиляция, подъёмные машины (лифты), во всех номерах установлены телефоны, отдельные туалетные комнаты. Кроме того, в ней был читальный зал, зал для корреспонденции, почтово-телеграфная контора.
В гостинице размещалась контора Международного общества спальных вагонов и скорых поездов и отделение Городской станции, продававшие проездные билеты.
В доме жил и один из его создателей инженер П. П. Висневский.
В гостинице снимали помещения издательство «Скорпион» и редакция журнала «Весы», с которыми сотрудничал Андрей Белый.
Для своего времени «Метрополь» представлял собой уникальный по размерам, комфортабельности и отделке гостиничный комплекс на 400 номеров, из которых, в соответствии с духом эпохи модерна, не было двух одинаковых. В гостиничных номерах предусматривались холодильники (наполняемые льдом), телефоны и горячая вода, что для начала XX века являлось диковинкой, имелись электрические лифты. В 1906 году под названием «Театр „Модерн“» при гостинице открылся первый в Москве двухзальный кинотеатр. На 6-м этаже гостиницы расположилась редакция журнала «Весы», главного печатного органа русских символистов.
В начале 1912 года «Метрополь» был продан представителю винной торговли в Москве Е. Леве, Д. Д. Павлову и главному уполномоченному фирмы по выделке шампанского «Монополь Гейциг» в России Е. А. Тотилю, которые для управления гостиницей создали акционерное общество.
Ресторан
Ресторан «Метрополя», способный вместить до 1700 человек (именно столько посадочных мест было предусмотрено для празднования Нового года), был популярен среди разных слоев населения. Вскоре после открытия, 24 марта 1905 в ресторане состоялся обед в честь С. П. Дягилева, посвященный его редакторской и выставочной деятельности; на сохранившемся экземпляре меню стоят подписи именитых гостей (В. А. Серова, И. С. Остроухова, С. И. Мамонтова, В. Я. Брюсова, Ф. О. Шехтеля и других).
Завсегдатаями заведения были посетители ипподрома — владельцы породистых лошадей и игроки. Во время масштабных мероприятий владельцы ресторана всячески украшали его. Так, празднуя новый 1911 год, в «Метрополе» провели ужин Carnaval aviatique («Авиационный карнавал»), который посвятили мировым достижениям авиации. Под потолком подвесили бутафорский дирижабль, по углам залов разместили модели аэроплана «Блерио».

### «Метрополь» в советский период
В ходе событий Октябрьской революции, во время уличных боёв в Москве 25 октября (7 ноября) — 2 (15) ноября 1917 года гостиница оказалась в центре ожесточённого сопротивления вооружённым силам большевиков. Её занял большой отряд юнкеров; бои за «Метрополь» велись в течение шести дней. Лишь применение артиллерии, установленной у Большого театра, и последовавший штурм, которым руководил М. В. Фрунзе, вынудили юнкеров оставить здание. Здание серьёзно пострадало от артобстрела, в том числе была повреждена опоясывающая здание майоликовая цитата из Ницше. 
Уже к 1919 году повреждения ликвидировали; так, журналист Артур Рэнсом, вспоминавший о своих впечатлениях о Москве в 1919 году, писал: «Особенно поразил меня вид гостиницы „Метрополь“. Все повреждения, нанесённые революцией, заметные ещё прошлым летом следы снарядов и пуль, были за это время исправлены...».
По воспоминаниям Рюрика Ивнева, некоторое время жившего в гостинице в 1918 году, «в „Метрополе“ было довольно хорошо, но только меня раздражала вечная сутолока, потом несносная дерзкая прислуга и, кроме того, у меня была какая-то особенная брезгливость, которая у меня всегда бывает по отношению к гостиницам, ресторанам и т. п.».
В начале марта 1918 года, после переезда советского правительства в Москву, «Метрополь» превратился в одну из главных резиденций новой власти, получив название «Второго Дома Советов» («Первым Домом Советов» стала гостиница «Националь»).
Здесь до 1919 года в переоборудованном помещении ресторана проводились заседания ВЦИК, на которых регулярно выступали В. Ленин, Л. Троцкий и М. Калинин. На втором этаже находилась приёмная Якова Свердлова, председателя ВЦИК; на третьем — Наркомат иностранных дел. В номерах гостиницы проживали некоторые видные большевики — Георгий Чичерин, Николай Бухарин, Владимир Антонов-Овсеенко, Матвей Муранов, Александр Шлихтер, Сергей Гринцер и другие.
Весной 1918 года в номере 263 поселился Осип Мандельштам, служивший в то время в размещавшемся здесь же Наркомпросе; некоторые стихи поэта этого периода написаны как бы из номера Дома Советов. 
Памятная доска со стороны Театральной площади сообщает, что в 1921 году в здании прошли переговоры об установлении дружеских отношений с Монголией, в которых принял участие Д. Сухэ-Батор.
Для детей жильцов дома в здании был открыт детский сад «№ 1-2 Деткомиссии при ВЦИК».
Георгий Соломон, живший в гостинице в первые послереволюционные годы, так вспоминал о царивших там порядках:

Гостиница эта, когда-то блестящая и роскошная, была новыми жильцами превращена в какой-то постоялый двор, запущенный и грязный.<...> Я не говорю, конечно, о помещениях, занятых сановниками, их возлюбленными и пр. — там было чисто и нарядно убрано. Но в стенах «Метрополя» ютились массы среднего партийного люда: разные рабочие, состоящие на ответственных должностях, с семьями, в большинстве случаев люди малокультурные, имевшие самое элементарное представление о чистоплотности.

В середине 1920-х годов в здании открылось кафе имажинистов «Калоша». Матвей Ройзман вспоминал:

Рюрик Ивнев добился приёма у секретаря ВЦИКа Авеля Сафроновича Енукидзе, получил от него разрешение на помещение во 2-м доме Советов, рядом с кинотеатром «Модерн» (теперь «Метрополь»). В кафе было два зала: в нижнем возвели эстраду и предназначили её для выступлений артистов. В верхнем тоже поставили эстраду, где должны были читать свои стихи имажинисты или декламировать их произведения артисты. Кафе «Общества имажинистов» присвоили название: «Калоша». Перед открытием расклеили небольшую белую афишу-полосу, где Борис Эрдман жирными буквами нарисовал: «Кто хочет сесть в калошу, приходите такого-то числа в нашу „Калошу“». Первые месяцы «Калоша» с вечера до поздней ночи была переполнена посетителями. Конферансье Михаил Гаркави подобрал отличных эстрадных артистов. Любители поэзии доброжелательно относились к читающим стихи имажинистов артистам, особенно к А. Б. Никритиной (жена А. Мариенгофа). <...> Арендатор буфета «Калоши» некий Скоблянов по почину администратора кафе стал называть некоторые кушанья нашими именами: ростбиф а-ля Мариенгоф, расстегай а-ля Рюрик Ивнев, борщ Шершеневича и т. д. Как ни странно, эти блюда имели большой спрос.
По легенде, именно в «Метрополе» поэт Сергей Есенин объяснился в любви танцовщице Айседоре Дункан.
Первоначально все здание опоясывала майоликовая надпись Ф. Ницше: «Опять старая истина, когда выстроишь дом, то замечаешь, что научился кое-чему». В советские времена в той части фасада, которая выходит на сторону современной Площади Революции, была дописана ещё одна надпись: «Только диктатура пролетариата в состоянии освободить человечество от гнёта капитала. В. Ленин». Первоначальная надпись видна сегодня только частично, а вот вторая полностью дошла до наших дней.
В конце 1920-х годов в части здания вновь начала работать гостиница «Метрополь» — 125 номеров.
В 1929 году здание передали «Интуристу» и вновь превратили в гостиницу с тем же названием.
В 1930-х годах в ресторане гостиницы выступал оркестр под управлением Давида Гейгнера; в 1937 году музыкант был арестован в «Метрополе» по обвинению в шпионаже прямо во время концерта.
После возвращении из эмиграции в 1943 году около трёх лет в «Метрополе» жил Александр Вертинский с семьёй; здесь же родилась его дочь Анастасия.
В 1949 году в здании гостиницы был открыт букинистический магазин «Антиквар», специализировавшийся на продаже книг по искусству и листовых изданий.
В феврале 1950 года премьер Госсовета КНР Чжоу Эньлай устроил в красном зале гостиницы приём в честь подписания советско-китайского договора о дружбе, союзе и взаимной помощи. На приёме присутствовал находящийся тогда в СССР с визитом Мао Цзэдун и Иосиф Сталин, который никогда не принимал подобных приглашений, однако, из уважения к Мао, согласился посетить мероприятие.
В разное время здесь останавливались Бернард Шоу, Бертольд Брехт, Мао Цзэдун, Марлен Дитрих, Джон Стейнбек, Илья Репин. Некоторое время в гостинице жили Сергей Прокофьев и Александр Куприн. Часть корпусов ещё некоторое время продолжали оставаться жилыми. В 1938 году в одной из квартир родилась Людмила Петрушевская.
Согласно Генеральному плану реконструкции Москвы (1935) здание «Метрополя» предполагалось переделать и надстроить, а площадь вокруг расширить за счёт сноса близлежащих домов.
В 1985 году Моссовет принял решение о реконструкции и реставрации гостиницы. Проектирование было поручено мастерской № 10 Моспроекта 2 и институту «Спецреставрация».

## Современность

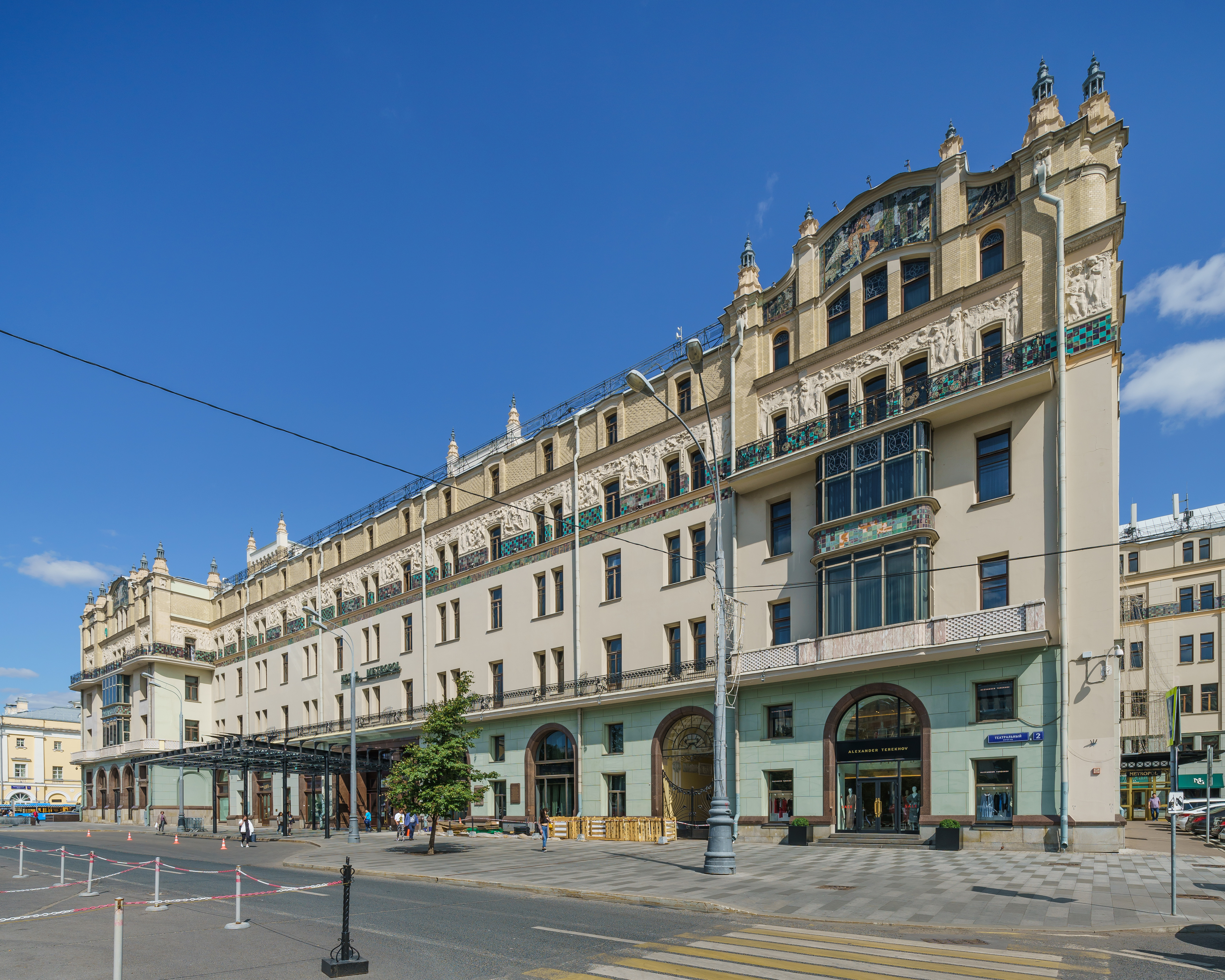
Вид на гостиницу с западной стороны, 2018

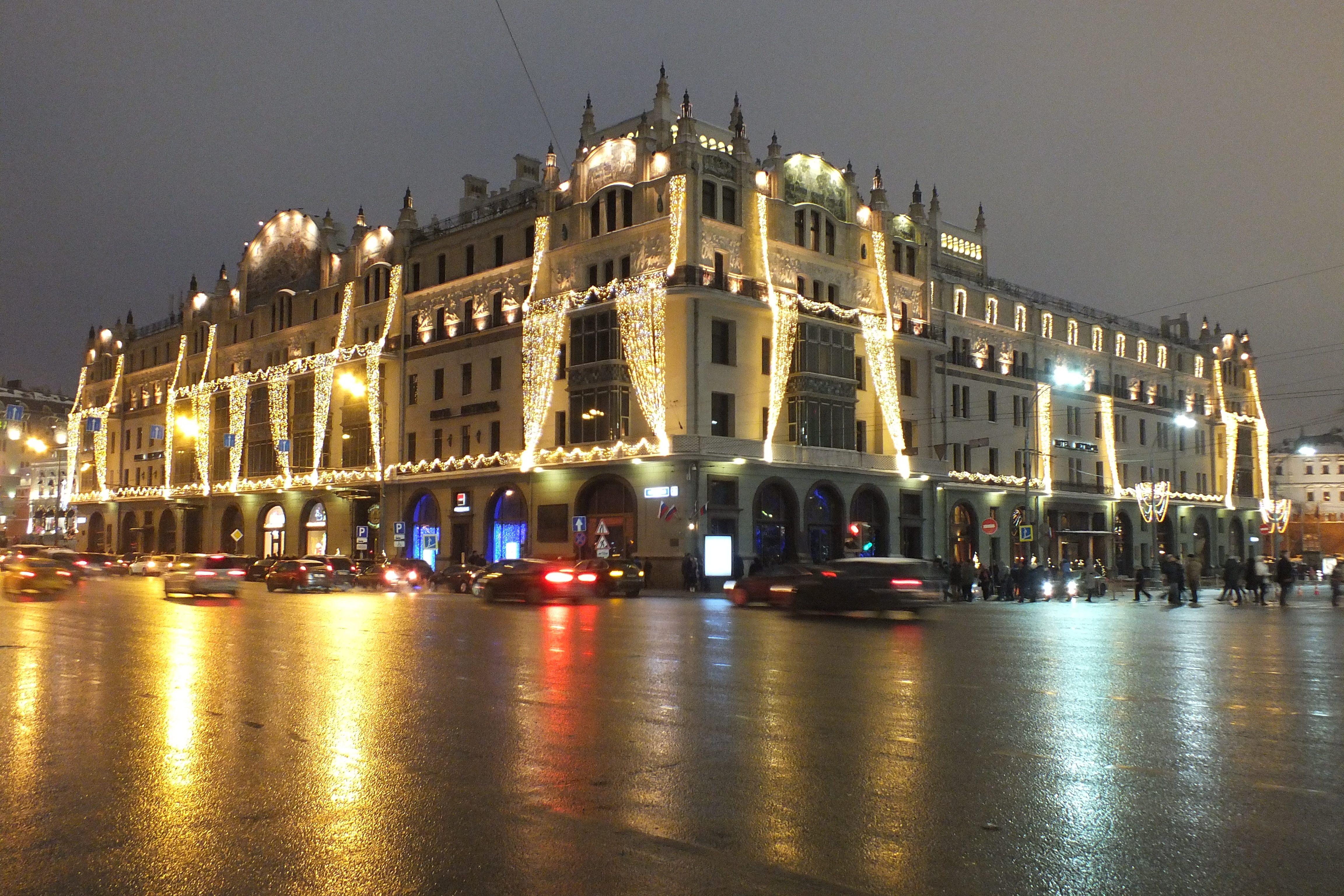
Ночная подсветка гостиницы

В 1986—1991 гг. прошла реставрация и реконструкция гостиницы, выполненная финской строительной компанией «ЮИТ-Юхтюмя» (фин. YIT-Yhtymä Oy; архитектор Кари Меккяля, начальник проекта Сакари Рахко) в сотрудничестве с мастерской № 13 Моспроекта-2. В ходе реставрационных работ фасады приобрели изначальный облик; во внутренних помещениях были раскрыты от наслоений краски и отреставрированы оригинальные стенные росписи и восстановлены многие элементы декоративного оформления. В ходе реконструкционных и реставрационных работ по гостинице фундаменты здания укрепились инъекционными сваями, деревянные перекрытия заменялись на железобетонные с сохранением старых перегородок и подвесных потолков. Фасад с конструкциями был полностью восстановлен в старом архитектурном стиле. Бо́льшая часть интерьера, в том числе 32 литерные гостиничные номера, рестораны «Европейский» и «Боярский», а также легендарный главный зал ресторана с богатым росписью стеклянным куполом и находящимися на втором этаже ресторана банкетными залами, была восстановлена в первоначальном виде на основе историко-архитектурных исследований. Все инженерные коммуникации и многочисленные системы гостиничного обслуживания были переделаны и проложены под существующими конструкциями гостиницы.
В 1986—1987 годах немецкой фирмой «BAUER» были проведены работы по укреплению основания здания гостиницы при помощи буронабивных свай, сооружаемых с использованием струйной технологии. По мнению ряда специалистов, это привело к изменению гидрогеологического режима и заметной усадке сооружений на Театральной площади, в том числе Малого театра. Позднее российские организации выполнили дополнительные работы по укреплению фундаментов «Метрополя».
Деревянные перекрытия заменены на железобетонные. Над оригинальным стеклянным куполом ресторана возвели ещё один — защитный. После реконструкции из прежних интерьеров сохранился ведущий к лифту вестибюль.
Открытие гостиницы после реставрации состоялось 5 декабря 1991 года; международная комиссия присвоила «Метрополю» категорию «5 звёзд».
В 1992 году гостиница передана в муниципальную собственность Москвы.
В последующие годы в гостинице останавливались главы государств и правительств, звёзды кино, эстрады и спорта. Среди почётных гостей «Метрополя» — президенты Франции Жак Ширак и Пакистана Первез Мушарраф, председатель КНР Ху Цзиньтао, кутюрье Джорджо Армани и Пьер Карден, певцы Элтон Джон, Майкл Джексон, Хулио Иглесиас и его сын Энрике, звёзды оперной сцены Монтсеррат Кабалье и Пласидо Доминго, кинорежиссёры Фрэнсис Форд Коппола и Люк Бессон, актрисы Катрин Денёв, Анни Жирардо, Шэрон Стоун и многие другие.

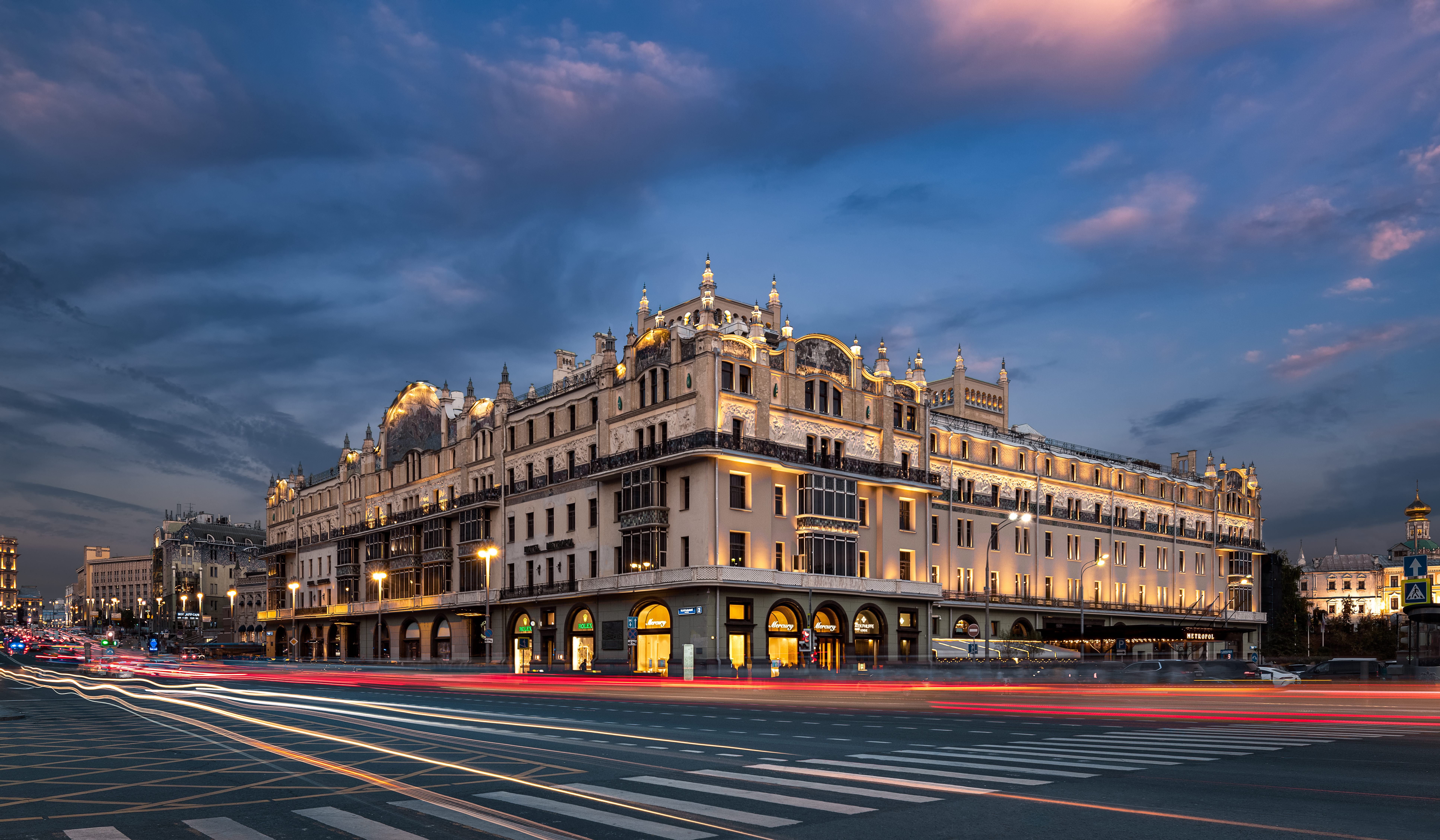
Вид на отель "Метрополь со стороны Большого театра

Особым событием в истории гостиницы стали чествования Галины Вишневской и Мстислава Ростроповича — в мае 2005 года в ресторане «Метрополь» отмечалась золотая свадьба именитой пары. В числе гостей на торжестве присутствовали королева Испании София, королева Нидерландов Беатрикс, супруга президента Франции Бернадетт Ширак, первый президент России Борис Ельцин с супругой Наиной Иосифовной и другие. Не менее представительным было празднование 80-летия Мстислава Ростроповича, состоявшееся в марте 2007 года.
В августе 2012 года «Метрополь» после почти столетнего перерыва вновь становится частным. В 2013 г. команда начинает глобальное обновление отеля, чтобы сделать его одним из самых современных отелей мира, сохранив историческое наследие.
В 2013 г. кухню отеля возглавляется Андрей Шмаков, чей талант приносит отелю высокую оценку международных гастрономических гидов (Gault & Millau, La Liste). В 2015 г. в отеле на месте исторического американского бара открывается ресторан современной русской кухни SAVVA.

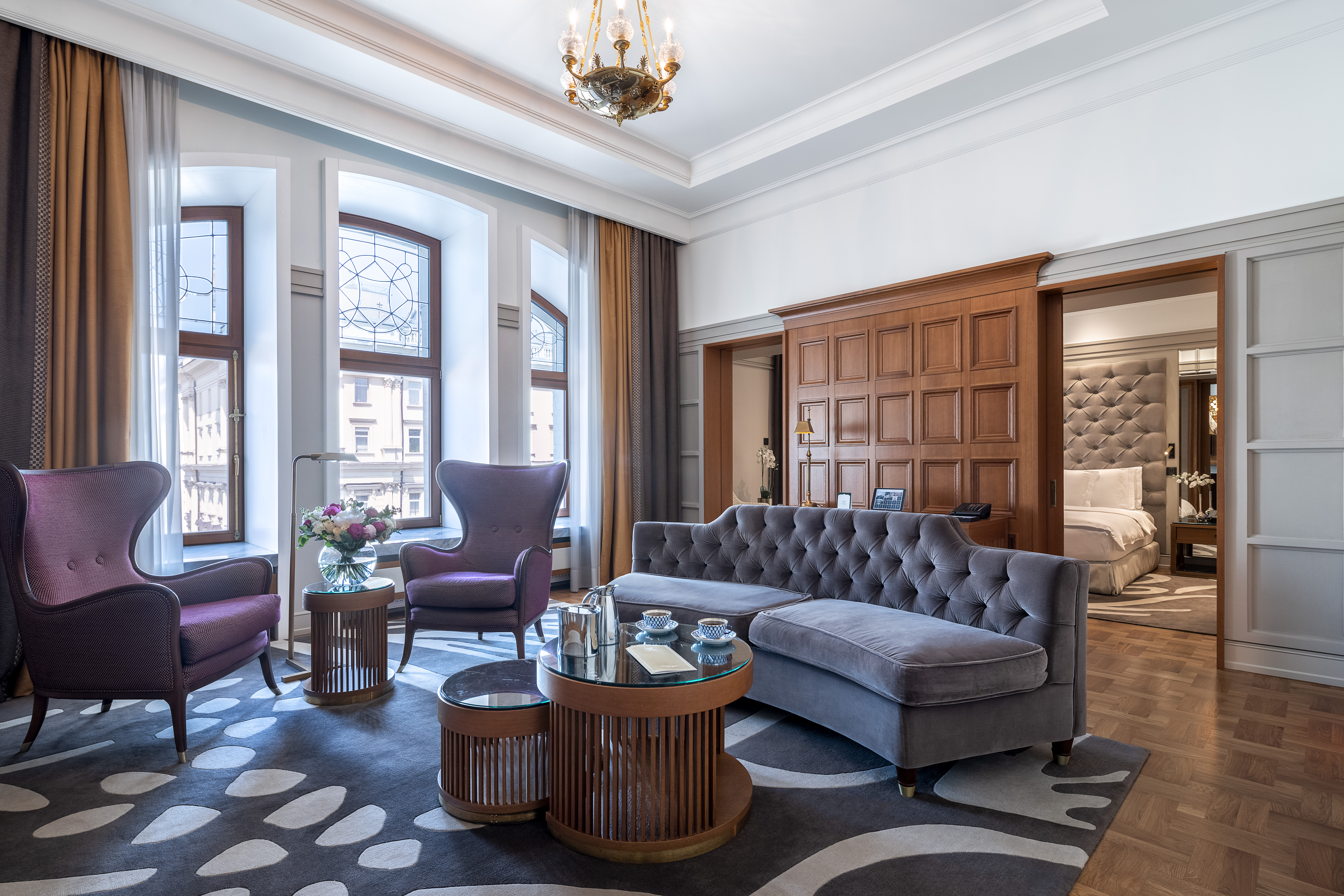
Интерьер обновленного люкса категории "Метрополь Люкс"

В 2017 году «Метрополь» объявляет о завершении первого из трех этапов масштабного обновления и представляет 28 обновленных номеров. Интерьеры номеров воссоздаются по оригинальным проектам начала XX века. По функциональности новые номера соответствуют мировым стандартам отелей класса люкс.
Годом спустя вновь распахиваются двери исторического главного входа в отель: как и в 1905 году, при открытии, подъехать к «Метрополю» и войти в него можно со стороны площади Революции (бывшей Воскресенской).
В 2019 году количество обновлённых номеров в отеле достигает 70. Теперь гостям доступен широкий выбор: от обновлённых Представительских номеров до Посольских Люксов. Вместе с тем, уникальные исторические номера с оригинальными интерьерами начала XX века, тщательно сохраняются.
В октябре 2020 года после продолжительной реконструкции свои двери вновь открывает ресторан SAVVA. Уже спустя год SAVVA одним из первых в России заслуженно получает звезду Michelin — награду самого известного и авторитетного в мире гастрономического гида.

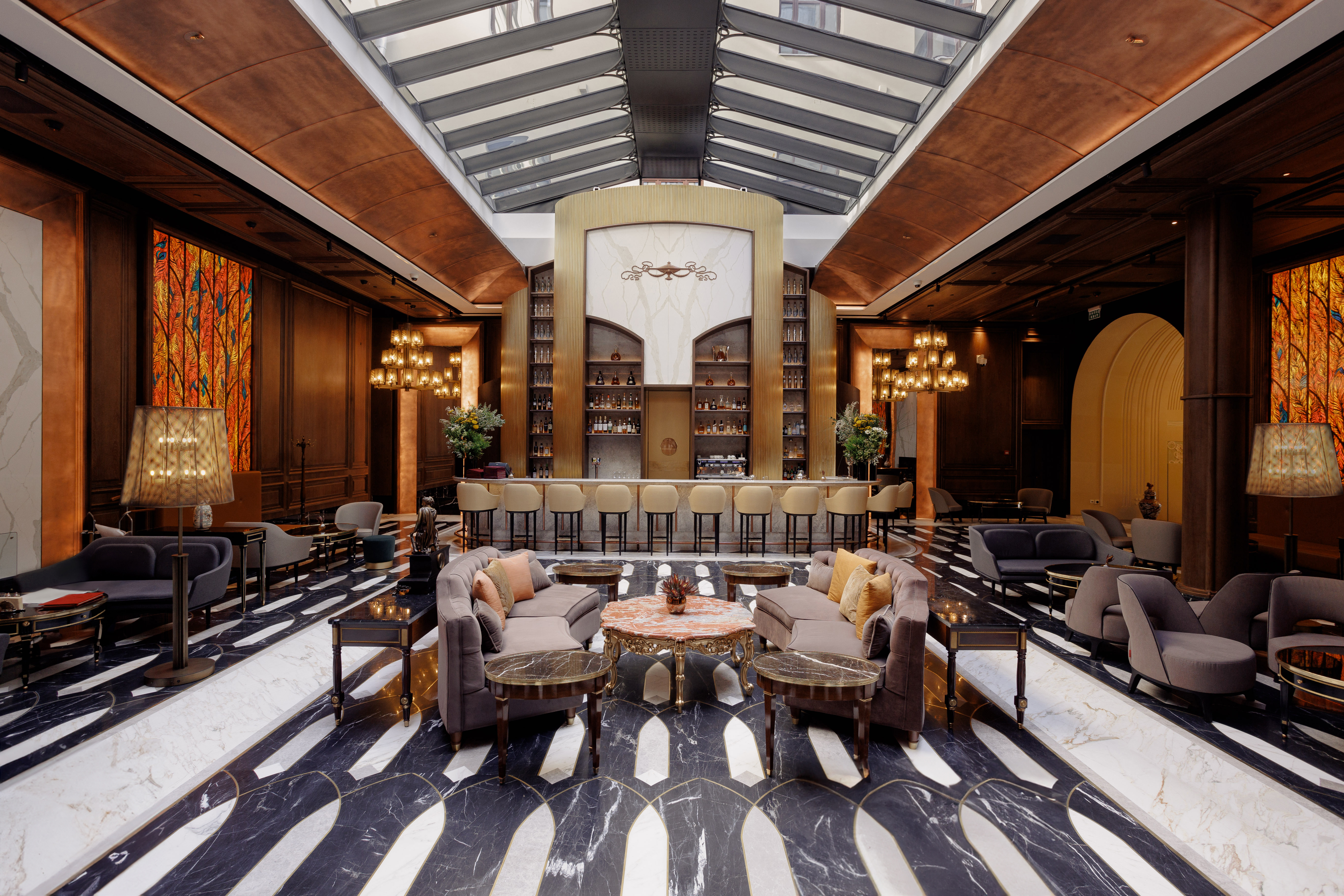
Обновленный интерьер Гранд-лобби и бара "Шаляпин"

В 2023 году отель объявил о долгожданном открытии бара «Шаляпин» после двухлетней реновации. Атмосфера обновленного бара искусно переплетает эпохи: изысканный отель начала XX века и современный коктейльный бар создают новую концепцию пространства Гранд-лобби & Бар. Коктейльную карту бара создал шеф-бартендер Кирилл Сенча (топ-20 лучших барменов 2021 года по версии Diageo Reserve World Class) в коллаборации с одним из наиболее титулованных баров Европы El Copitas Bar (включен в международный рейтинг The World's 50 Best Bars-2021). Основой коктейльной карты стали яркие события из жизни Федора Шаляпина, оказавшие влияние на его творчество и успех, а  сопряженные с событиями эмоции шеф-бартендер и команда постарались отразить через вкусовые качества напитков.
Гостиница Метрополь продолжает активно развиваться, стремясь совершенствовать свой сервис и предлагать гостям ещё более комфортные условия проживания. Отель остаётся одним из ведущих в своём сегменте, и его постоянное развитие демонстрирует стремление к инновациям и отвечает на запросы и потребности современного путешественника, сохраняя при этом свое историческое наследие.

## Кинотеатр
В 1906 году в здании открылся первый в Москве двухзальный кинотеатр «Театр Модерн». Владелицей кинотеатра была Амалия Эдуардовна Гензель, в то время весьма известная в кинематографических кругах
Помещения кинотеатра расписывал художник Л. М. Антокольский.
Кинотеатр продолжил работать в здании и после революции. В апреле 1918 года здесь состоялся торжественный просмотр фильма Никандра Туркина «Не для денег родившийся», на котором присутствовало много зрителей, в том числе и нарком просвещения А. В. Луначарский. Сценарий фильма по мотивам романа Джека Лондона «Мартин Иден» написал Владимир Маяковский, он же сыграл главную роль — поэта-футуриста Ивана Нова. По воспоминаниям Льва Гринкруга, сыгравшего в фильме одну из ролей, всем присутствовавшим картина понравилась, «кроме самого Маяковского, который говорил, что ему не удалось полностью победить режиссёра Туркина и сделать то, что хотелось».
В 1923—1924 годах кинотеатр переименовали во «2-й Госкино-театр», а во второй половине десятилетия помещение занял клуб работников Совнаркома имени Рыкова, в котором также демонстрировали кинофильмы. В 1930-х годах кинотеатр был переделан в трёхзальный и 1 мая 1936 года открылся заново уже под названием «Метрополь». Небольшие зрительные залы различались по цвету: красный, синий и зелёный. Кинотеатр под этим названием продолжал работать в гостинице до 1982 года.

## Архитектурно-художественные особенности

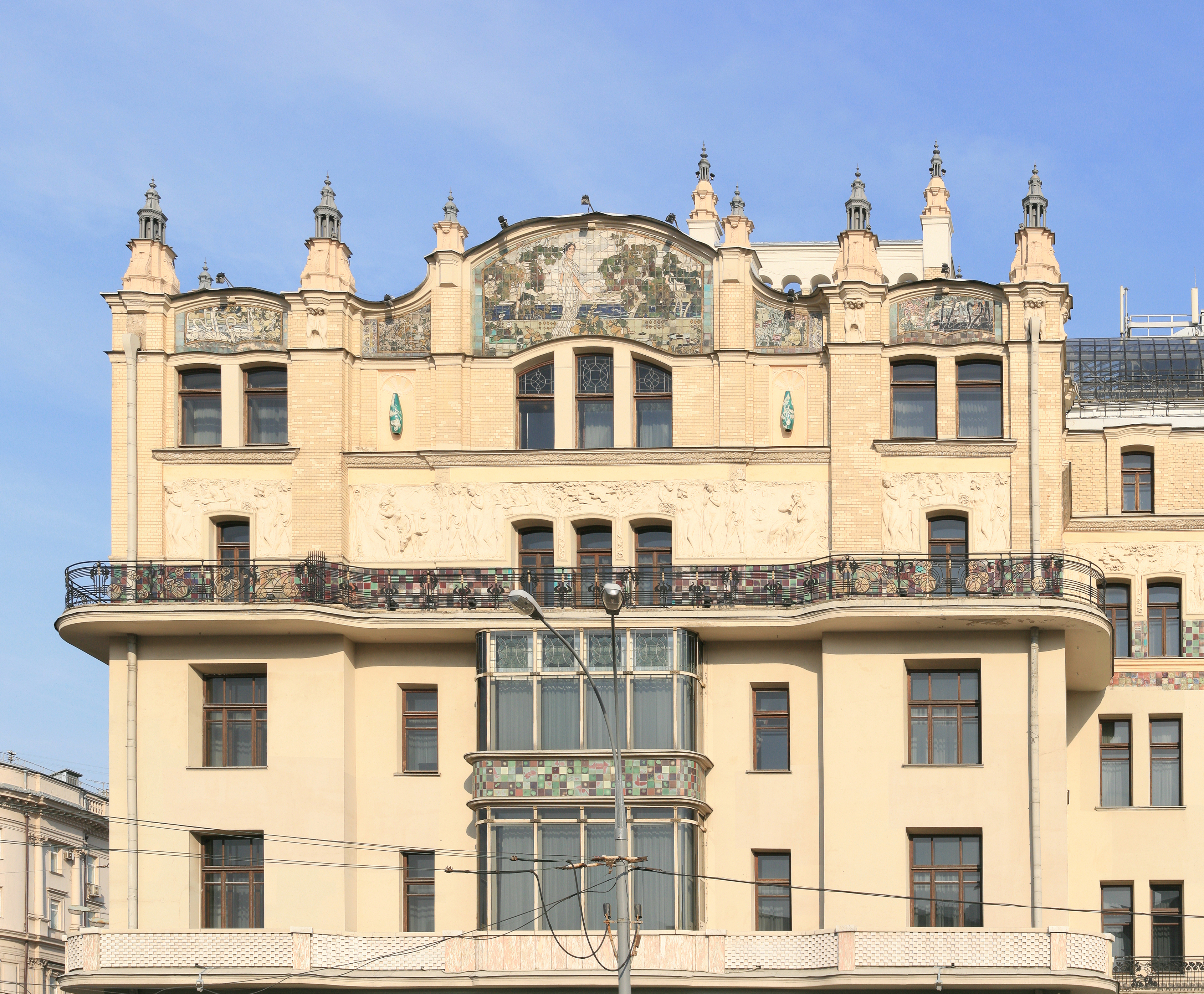
Часть западного фасада гостиницы с «Клеопатрой»

«Метрополь» по праву считается одним из самых ярких историко-архитектурных памятников модерна в Москве. Над созданием гостиничного комплекса работала целая плеяда известных и талантливых архитекторов и художников. Помимо Вильяма Валькота, Льва Кекушева и Николая Шевякова, в разработке интерьеров участвовали архитекторы П. П. Висневский, С. С. Шуцман, В. В. Воейков, С. П. Галензовский, В. И. Рубанов, М. М. Перетяткович, И. А. Герман, П. Вульский, А. Эрихсон, В. Веснин, И. Жолтовский и (предположительно) Ф. Шехтель. Росписи и элементы внутреннего декора выполнялись по эскизам В. Васнецова и К. Коровина. В отличие от фасадов, выдержанных в строгом стилистическом единстве, внутреннему убранству свойствен полистилизм: здесь есть интерьеры и в русском стиле, и в духе неоклассицизма.

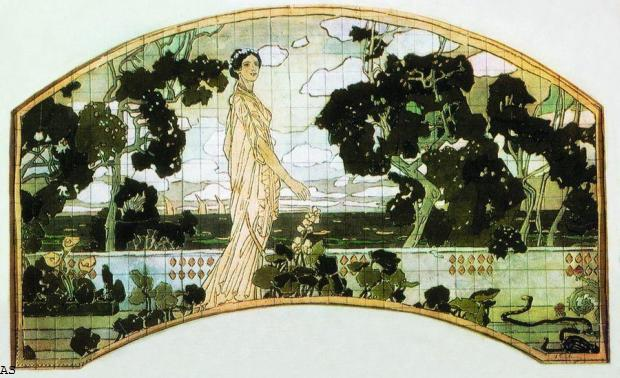
А. Головин. «Клеопатра» (1898). Эскиз декоративного майликового панно

Архитектурный облик «Метрополя» отличается строгостью линий. Сквозь характерные для модерна приёмы проглядывают элементы псевдоготики (башенки, пинакли). Цокольный этаж, облицованный красным гранитом и решённый в формах аркады, контрастирует с оштукатуренными гладкими верхними этажами, придавая массивному сооружению воздушность. Для визуального облегчения протяжённых фасадов использовано тщательно проработанное членение как по вертикали — многочисленными выступами, в том числе ризалитами и эркерами, так и по горизонтали — ажурной лентой решётки балконов, охватывающих весь центральный фасад. В декоративной отделке фасадов гостиницы и в создании рисунка решётки балконов участвовал архитектор М. М. Перетяткович.
По замыслу Саввы Мамонтова при создании гостиницы особое внимание должно было уделяться художественному оформлению здания. Будучи страстным пропагандистом творчества своих друзей-художников, Мамонтов хотел использовать фасады здания в центре Москвы для увековечивания произведений нового направления в искусстве. Не в последнюю очередь это обстоятельство повлияло на предпочтение проекта Валькота перед другими — он был более приспособлен для художественного дополнения. Немаловажно, что любимым детищем Мамонтова была Абрамцевская керамическая мастерская: здесь изготавливались панно для «Метрополя». Его фасады украшают майоликовые панно, самое известное из которых — «Принцесса Грёза», исполненное по картине Михаила Врубеля; оно занимает центральное место на главном фасаде гостиницы. По эскизам Александра Головина и Сергея Чехонина выполнены несколько других майоликовых панно — «Жажда», «Поклонение божеству», «Поклонение природе», «Жизнь», «Купание наяд», «Поклонение старине» и «Полдень». Скульптурный фриз «Времена года», опоясывающий здание, выполнил Николай Андреев.
Гостиница «Метрополь» во многом благодаря богатому, неординарному и изысканному художественному оформлению воспринималась современниками как воплощённый манифест нового искусства.

### «Принцесса Грёза»

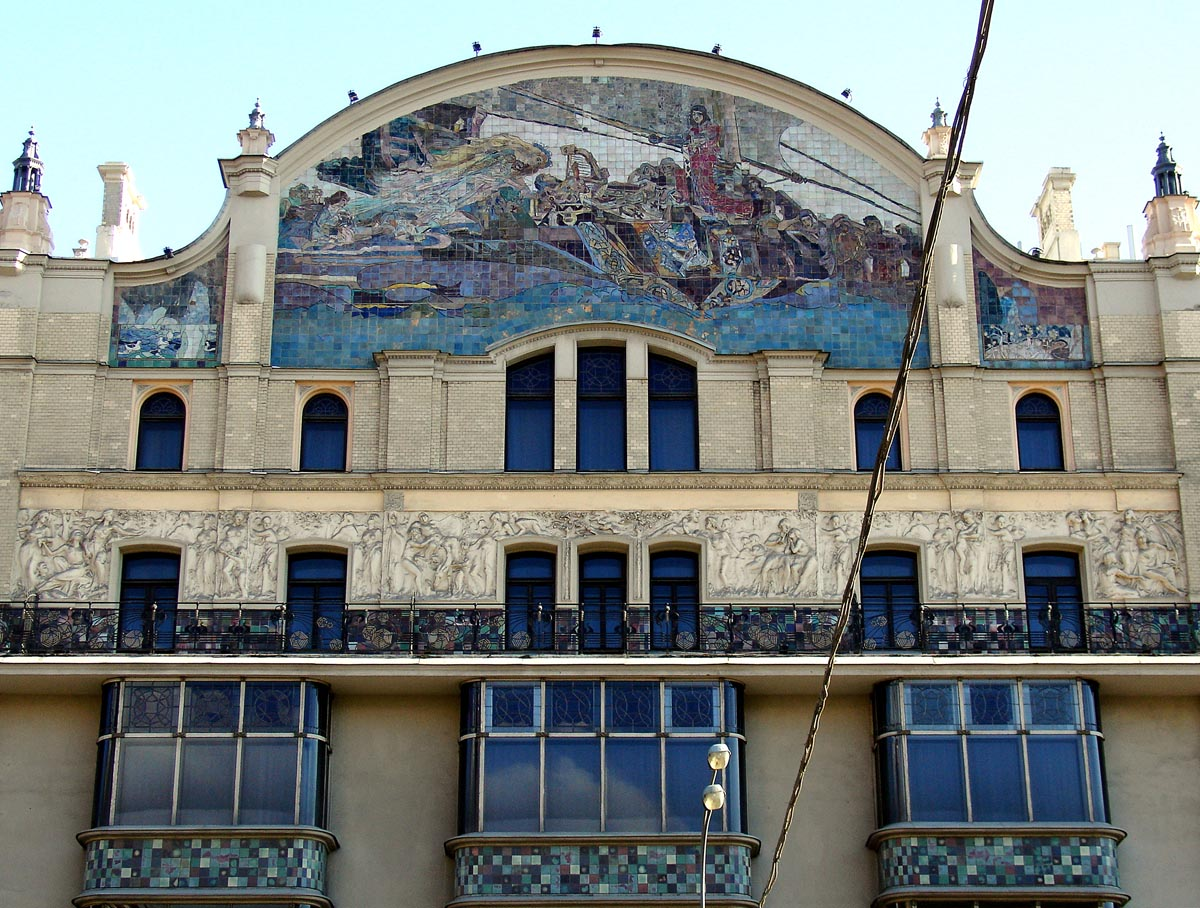
Панно М. А. Врубеля «Принцесса Грёза» на северном фасаде гостиницы Метрополь

Врубелевское панно «Принцесса Грёза» именуют самым известным панно Москвы. Оно создано на сюжет драмы в стихах Эдмона Ростана La Princesse lointaine, в русском переводе Т. Л. Щепкиной-Куперник получившей название «Принцесса Грёза». Одним из действующих лиц пьесы является трубадур Жофре Рюдель, легенда о чувстве к Даме которого и мотивы «дальней любви» его песен легли в основу сюжета. Премьера пьесы на русской сцене состоялась в январе 1896 года в Санкт-Петербурге. Романтическая история о возвышенном стремлении к любви и совершенной красоте, созерцание которой достигается ценой смерти, имела оглушительный успех у публики. Появились вальс «Принцесса Грёза», и даже духи и шоколад с таким названием. В том же 1896 году С. Ю. Витте заказал Михаилу Врубелю два живописных панно для предстоящей нижегородской художественно-промышленной выставки. Одно из них Врубель выполнил на сюжет пьесы Ростана, второе — «Микула Селянинович» — на былинный сюжет. Однако осмотр панно и эскизов вызвал большое неудовольствие у членов Императорской академии художеств, которые не рекомендовали выставлять работы Врубеля на выставке. Тогда Савва Мамонтов решил продемонстрировать их в отдельном павильоне, выстроенном по собственной инициативе. Но эта затея обернулась провалом: несмотря на благожелательную оценку критиков, публика отнеслась к работам Врубеля необычайно враждебно.
При разработке проекта гостиницы «Метрополь» у Мамонтова возникла идея повторить «Принцессу Грёзу» в керамике и тем самым навсегда выставить её на всеобщее обозрение. С тех пор творение Врубеля, изображающее умирающего юношу-рыцаря и склонившуюся над ним принцессу, доступно каждому прохожему. Живописное панно, демонстрировавшееся на нижегородской выставке, ныне экспонируется в зале Врубеля в Третьяковской галерее.

## Интерьеры

### Зал ресторана «Метрополь»
В оформлении вестибюля ресторана принимал участие живописец Ф. Оборский, скульпторы В. Л. Гладков и В. А. Козлов. В отделке помещения использована абрамцевская облицовочная плитка.

#### Большой зал

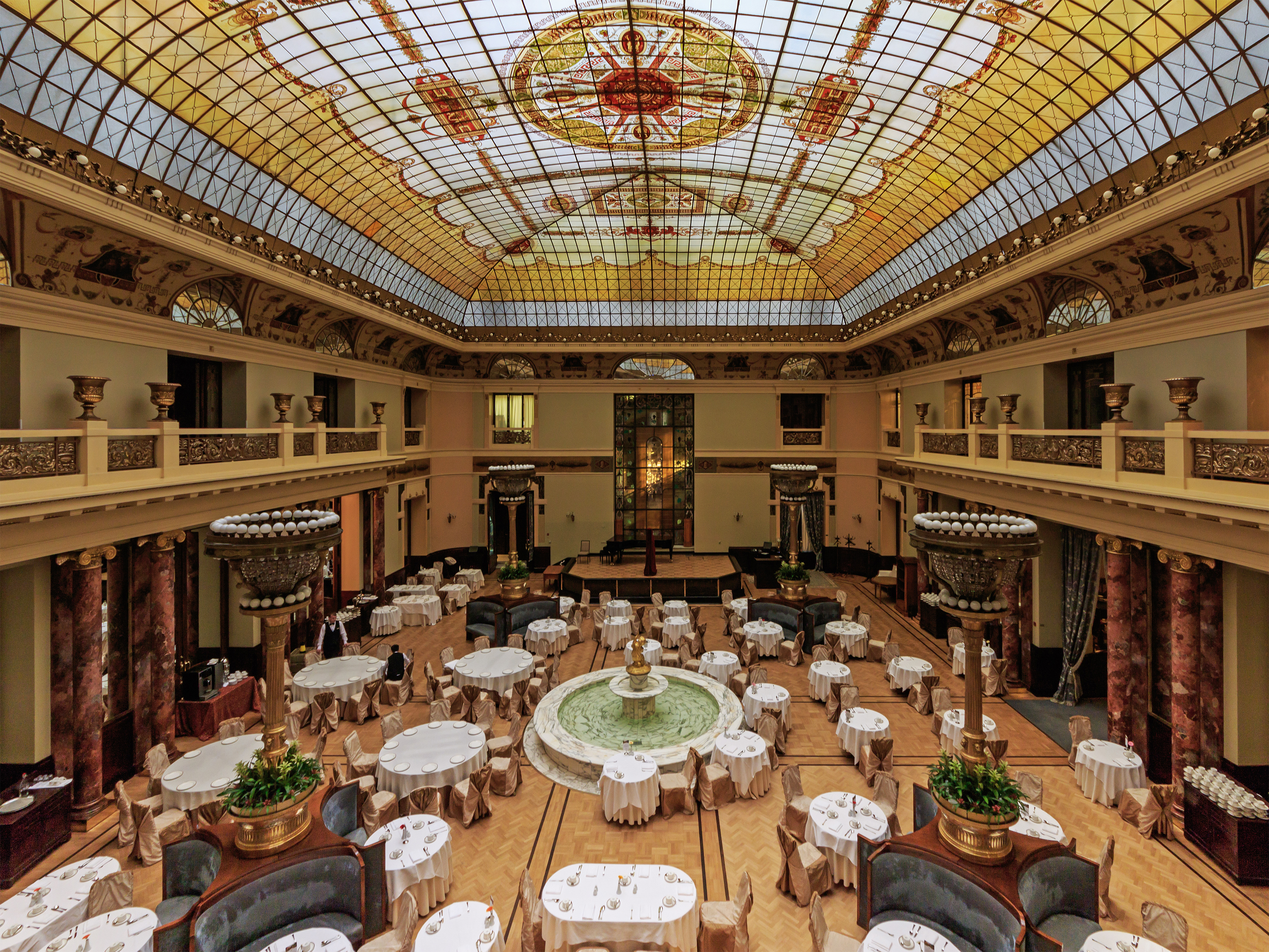
Интерьер Большого зала гостиницы

В 1903—1905 годах после пожара, случившегося двумя годами ранее, зал ресторана оформлялся заново в формах модерна франко-бельгийской ориентации архитектором С. П. Галензовским. Перекрытие зала исполнено по проекту инженера В. Г. Шухова специалистами Московского отделения АО «Артур Коппель». Эскизы для росписей плафона подготовили художники С. В. Чехонин и Т. А. Луговская, эскизы гобеленов — П. В. Кузнецов. В 1910 году оформление большого зала ресторана частично изменили по проекту архитектора А. Э. Эрихсона.

#### Малый зал
Декор по эскизам В. Валькота (предположительно) выполнен московскими мастерами фабрики М. Д. Кутырина. Живопись художника Ф. Оборского.